# Taoïstische tempel van Cebu
De Taoïstische tempel van Cebu is een taoïstische tempel in Beverly Hills Subdivision van Cebu City. Hij is gebouwd in 1972 met de behulp van giften van de Chinese Filipino's. De tempel ligt driehonderd meter boven zeeniveau.
In tegenstelling tot de nabijgelegen Phu Sian Tempel, ook een taoïstische tempel, is de taoïstische tempel van Cebu open voor alle mensen en niet alleen voor gelovigen. De tempel is het centrum van het uitoefenen van taoïsme. Op woensdag en zondag zijn er rituelen die bezoekers kunnen doen. Het ritueel bestaat uit het lopen op de eenentachtig traptreden van de tempel en het branden van wierookstokjes voor de goden. De eenentachtig traptreden vertegenwoordigen de eenentachtig hoofdstukken van de daoïstische geschriften. Ook kan men hier aan toekomstvoorspelling doen door kau cim. Kau cim is een methode van toekomstvoorspellen. In een bamboebuis zitten vele stokjes, waarvan je er één het de bamboebuis moet schudden. Vervolgens heeft men een stokje met een getal erop. Met dat getal haal je een kau cimblaadje met een verhaal erop. Een van de daoshi vertaalt het verhaal, waardoor je weet wat er in de toekomst kan gebeuren betreft liefde, rijkdom en ziekte.